# NGC 7677
NGC 7677 (другие обозначения — PGC 71517, UGC 12610, IRAS23256+2315, MCG 4-55-15, KCPG 584B, MK 326, KUG 2325+232, ZWG 476.43, VV 619) — спиральная галактика в созвездии Пегас.
В галактике наблюдается повышенное ультрафиолетовое излучение, и потому её относят к галактикам Маркаряна. Причиной является всплеск звездообразования из-за взаимодействия с соседними галактиками.
Этот объект входит в число перечисленных в оригинальной редакции «Нового общего каталога».